# Magnar Solberg
Magnar Solberg (Soknedal, 4 de febrero de 1937) es un deportista noruego que compitió en biatlón.
Participó en dos Juegos Olímpicos de Invierno, obteniendo una medalla de oro y una de plata en Grenoble 1968 y una de oro en Sapporo 1972. Ganó cinco medallas en el Campeonato Mundial de Biatlón entre los años 1969 y 1971.

## Palmarés internacional
| Juegos Olímpicos   | Juegos Olímpicos        | Juegos Olímpicos  | Juegos Olímpicos |
| Año                | Lugar                   | Medalla           | Prueba           |
| ------------------ | ----------------------- | ----------------- | ---------------- |
| 1968               | Grenoble (Francia)      | Medalla de oro    | Individual       |
| 1968               | Grenoble (Francia)      | Medalla de plata  | Relevos          |
| 1972               | Sapporo (Japón)         | Medalla de oro    | Individual       |
| Campeonato Mundial |                         |                   |                  |
| Año                | Lugar                   | Medalla           | Prueba           |
| 1969               | Zakopane (Polonia)      | Medalla de plata  | Relevos          |
| 1969               | Zakopane (Polonia)      | Medalla de bronce | Individual       |
| 1970               | Östersund (Suecia)      | Medalla de plata  | Relevos          |
| 1971               | Hämeenlinna (Finlandia) | Medalla de plata  | Relevos          |
| 1971               | Hämeenlinna (Finlandia) | Medalla de bronce | Individual       |